# 澤登佳人
澤登 佳人（沢登）（さわのぼり よしと、1927年4月21日 - ）は、日本の法学者。専門は、刑法・刑事訴訟法・少年法。中京大学教授・山梨学院大学教授・新潟大学教授等を経て、新潟大学名誉教授。神奈川県横須賀市出身。

## 学説・思想
大学教授として刑事法を中心に研究し、論文・著作を発表していたが、その研究対象は労働法、経済学、哲学、量子力学等幅広い。晩年になって自らの哲学的研究の成果をまとめた「宇宙超出論」を提唱し、脳死説に反対している。

## 親族
- 弟に少年法研究者の澤登俊雄がいる。

## 経歴[5]
- 岐阜県第一中学校卒業[6]
- 陸軍士官学校卒業[6]
- 1949年 旧制第八高校文科丙類卒業[2]
- 1952年 京都大学法学部卒業。名古屋大学法学部助手[2]
- 1956年 中京大学商学部助教授[2]
- 1960年 中京大学商学部教授[2]
- 1966年 中京大学法学部教授[2]
- 1972年 山梨学院大学法学部教授[2]
- 1973年 新潟大学人文学部教授[2]
- 1977年 新潟大学法文学部教授[2]
- 1980年 新潟大学法学部教授[2]
- 1993年 新潟大学停年退官。新潟大学名誉教授。白鷗大学法学部教授[2]
- 1994年 財団法人新潟県安全衛生センター理事長[2]
- 1998年 白鷗大学定年退職。新潟国際情報大学情報文化学部客員教授[2]
- 2002年 新潟国際情報大学退職

## 著作
- 『故意過失概念の新構成』（郁文堂）
- 『産業災害の法律』（同文館、1965年）
- 『経済犯罪』（同文館、1966年）
- 『性倒錯の世界－異常性犯罪の研究』（荒地出版社、1967年）
- 『刑事訴訟法史』（風媒社，1968年）
- 『刑事法における人間の虚像と実像』（大成出版社、1976年）
- 『権力止揚論』（大成出版社、1981年）
- 『宇宙超出論』（白順社）
- 『宇宙超出への道』（白順社）
- 『反自殺・反脳死』（宇宙超出文庫）
- 『臓器移植と人間の生命』（白水社）
- 『本能知と理知』（白順社）
- その他論文などについては「沢登佳人教授 略歴および著作目録」白鴎法學12号(1999年)1-32頁参照